# Караванов, Сергей Степанович
Сергей Степанович Караванов (1858  — ?) — крестьянин, депутат Государственной думы Российской империи I созыва от Новгородской губернии.

## Биография
Крестьянин Боровичского уезда Новгородской губернии. Получил начальное образование. Служил волостным старшиной. Мелкий торговец в местечке Корино Боровичского уезда Новгородской губернии. Владел землёй площадью 141 десятиной, на которой занимался сельским хозяйством. На момент выборов в Думу политическая позиция определялась как "внепартийный прогрессист", "сторонник широких гражданских свобод, широкого распространения технических знаний с целью поднятия производительности народного труда". Караванов полагал, "что развитие прямых налогов на основе прогрессивного подоходного обложения, на счёт косвенного, увеличит средства государства и облегчит податное бремя крестьян".
26 марта 1906 избран подавляющим большинством голосов в Государственную думу Российской империи I созыва общего состава выборщиков Новгородского губернского избирательного собрания.  В Государственной Думе оставался беспартийным. Однако трудовики в своём издании «Работы Первой Государственной Думы» политическую позицию Караванова характеризуют как «Б. пр.». Это означает, что беспартийный Караванов поселился на казённой квартире Ерогина, нанятой на государственные деньги для малоимущих депутатов, специально для их обработки в проправительственном духе, и оставался там до конца работы Думы. В прениях в Думе не участвовал.
Дальнейшая судьба и дата смерти неизвестны.

### Рекомендованные источники
- Российский государственный исторический архив. Фонд 1278. Опись 1 (1-й созыв). Дело 84, Лист 11; Фонд 1327. Опись 1.1905 год. Дело 141. Лист 21; Дело 143. Лист 88 оборот.